# Paul Haines (poète)
Pour les articles homonymes, voir Paul Haines.
Paul Haines (né en 1933 et mort le 21 janvier 2003) est un poète et écrivain canadien. Il est surtout connu pour son œuvre Escalator over the Hill, co-écrite avec Carla Bley.

## Biographie
Né à Vassar (Michigan), Haines passe un certain temps en Europe, en Inde et à New York avant de s'établir au Canada. Il enseigne un temps le français à la Fenelon Falls Secondary School (en), en Ontario.
Une fille de Haines, Emily Haines, est une parolière et musicien. Une autre de ses filles, Avery Haines (en), est une personnalités télévisuelle canadienne.

## Œuvre

### Poésie
- (en)Third World Two (1981)
- (en)Secret Carnival Workers (2007)

### Chansons
- (en) Darn It! Poems by Paul Haines, Musics by Many (1994)
- (en) A Beautiful Western Saddle (avec Curlew, 1993)
- (en) Tropic Appetites (avec Carla Bley, 1974)
- (en) Escalator over the Hill (avec Carla Bley, 1971)
- (en) The Memphis Years (avec Curlew, 2000)
- (en) Trace (with Roof, 1997)
- (en) Which Side Are You On (avec 4Walls)
- (en) American Clave Anthology

### Vidéographie
- (en) Jubilee (1992, 21 min)
- (en) Our Rudd'S Golden Curtain (1992, 19 min)
- (en) Learning to Cope with Hope (1992, 3 min)
- (en) An All-Ethnic Electric Program (1992, transfert du 16mm de 1966, 25 min)
- (en) Curlew: Paul Haines Set to Music (1989, 44 min)
- (en) Rice Scented in our Absence (1983, 33 min)
- (en) Third World Two (1981, 50 min),
- (en) Understanding an Interruption; 16 Musics (1981, 60 min).